# Vernár
Vernár (in ungherese Vernár, in tedesco Wernsdorf) è un comune della Slovacchia facente parte del distretto di Poprad, nella regione di Prešov.
Nelle cronache storiche, il villaggio fu menzionato per la prima volta nel 1295.
Il suo nome deriva da quello del nobiluomo che lo fondò (Wernerius Hansi filius).